# Locandina
La locandina è uno stampato che può essere di tipo informativo, pubblicitario o di propaganda. Realizzata per essere esposta ad un P.V. (punto vendita) o su mezzi di trasporto, la locandina è considerata uno degli elementi complementari e coordinati della campagna pubblicitaria. Può assumere svariate forme. Ad esempio,  può essere appesa nei mezzi di trasporto, diventare un vero e proprio manifesto di formato ridotto o anche essere su di un supporto rigido con sagomature per l'appoggio ed esposizione del prodotto. La progettazione della locandina segue le stesse operazioni del manifesto.

## Storia
Nei primi anni quaranta e cinquanta il colore predominava, il titolo del film appariva in grandi caratteri, come il nome dell'attore protagonista. Saul Bass fece diventare le locandine e i titoli di testa dei film una forma d'arte.
Negli anni sessanta e primi settanta si preferì offrire più spazio all'immagine: con la nascita delle "neo-avanguardie", la fotografia riacquisì importanza; le locandine offrivano fotogrammi del film attraverso fotografie di notevole qualità artistica (vedi per esempio Easy Rider o i film di Andy Warhol).
A metà degli anni settanta l'ammucchiarsi dei personaggi (preferibilmente disegnati e sotto forma di caricatura) incuriosiva lo spettatore, il quale, soffermandosi di fronte alla locandina, si divertiva a immaginarsi le varie vicende del film; basti pensare a film come Animal House o American Graffiti, Guerre stellari e Amarcord.
Negli anni ottanta convivono tecniche di illustrazione diverse, ma molti dei maggiori blockbuster sono ancora caratterizzati da locandine disegnate: è il caso per esempio delle trilogie di Indiana Jones e di Ritorno al futuro.
Negli anni novanta le composizioni fotografiche con le immagini degli attori prevalgono nettamente sulle illustrazioni artistiche, la ricerca grafica diventa marginale. Le locandine da ricordare sono rare, si possono citare per esempio quelle di Il silenzio degli innocenti, Thelma e Louise o American Beauty.
Negli anni 2000, con la sempre maggiore anticipazione della promozione di un film rispetto alla sua uscita, già durante la produzione o perfino prima, in parallelo con la diffusione dei teaser trailer, brevissimi trailer che spesso sono elaborazioni grafiche senza alcuna immagine effettiva del film, si sono diffusi anche i teaser poster, che si limitano ad un'immagine ben riconoscibile e alla data d'uscita. Esemplare in questo senso quello di Superman Returns. Analogamente si sono sempre più diffusi i set di poster sui singoli personaggi del film, impiegati in modo particolare per le saghe di genere fantastico, come Il Signore degli Anelli, Matrix, Pirati dei Caraibi e per i film di animazione, come Gli Incredibili e Madagascar.

## Premi
Negli Stati Uniti la rivista The Hollywood Reporter organizza da oltre trent'anni i Key Art Awards per riconoscere i migliori risultati nel settore della promozione cinematografica.
In Italia la rivista Ciak assegna dal 1986 i Ciak d'oro, che comprendono anche un premio al miglior manifesto.